# Дитрих фон Вид
Дитрих Вилхелм Фридрих Карл Паул фон Вид (на немски: Dietrich Wilhelm Friedrich Karl Paul Prinz zu Wied; * 31 октомври 1901, Потсдам; † 8 януари 1976, Лудвигсбург) е принц на Вид. 

## Произход
Той е вторият син на 6. княз Вилхелм Фридрих фон Вид (1845 – 1907) и съпругата му принцеса Паулина фон Вюртемберг (1877 – 1965), дъщеря на крал Вилхелм II фон Вюртемберг (1848 – 1921) и принцеса Мария фон Валдек-Пирмонт (1857 – 1882). Брат е на наследствения принц Херман Вилхелм Фридрих фон Вид (1899 – 1941).
Дитрих фон Вид умира на 74 години на 8 януари 1976 г. в Лудвигсбург.

## Фамилия
Дитрих фон Вид се жени на 18 юли 1928 г. в Берлин за графиня Антоанета Юлия Мария Етел Америка Тира графиня Густава Гроте (* 9 октомври 1902, Берлин; † 17 февруари 1988, Лудвигсбург), дъщеря на граф Ото Август Готлиб Адолф Гроте (1861 – 1942) и Алица ван Берген (1877 – 1960). Те имат четирима сина:
- Вилхелм Фридрих Ото Херман Максимилиан фон Вид (* 30 май 1929, Хановер), принц
- Вилхелм Фридрих Улрих фон Вид (* 12 юни 1931, Щутгарт; † 12 септември 2010), принц, женен на 2 декември 1968 г. в Мюнхен за Илка Фишер (* 9 декември 1936, Бон); имат син и дъщеря
- Вилхелм Фридрих фон Вид (* 24 август 1936, Щутгарт; † 14 април 1937, Лудвигсбург), принц
- Вилхелм Фридрих Дитрих Лудвиг Евгений фон Вид (* 27 август 1938, Щутгарт; † 11 май 2001, Мюнхен), принц, женен на 30 май 1966 г. в Мюнхен за Хелга Гемайнерт (* 7 май 1941, Зорау, Долна Лужица); имат един син